# Moravian Falls
Moravian Falls és una concentració de població designada pel cens dels Estats Units a l'estat de Carolina del Nord. Segons el cens del 2000 tenia 1.440 habitants.

## Demografia
Segons el cens del 2000, Moravian Falls tenia 1.440 habitants, 600 habitatges i 415 famílies. La densitat de població era de 109,2 habitants per km².
Dels 600 habitatges en un 26,2% hi vivien nens de menys de 18 anys, en un 55,5% hi vivien parelles casades, en un 10,2% dones solteres, i en un 30,7% no eren unitats familiars. En el 26,5% dels habitatges hi vivien persones soles el 7,7% de les quals corresponia a persones de 65 anys o més que vivien soles. El nombre mitjà de persones vivint en cada habitatge era de 2,39 i el nombre mitjà de persones que vivien en cada família era de 2,86.
Per edats la població es repartia de la següent manera: un 22% tenia menys de 18 anys, un 9,1% entre 18 i 24, un 29% entre 25 i 44, un 25,8% de 45 a 60 i un 14,1% 65 anys o més.
L'edat mediana era de 38 anys. Per cada 100 dones de 18 o més anys hi havia 97,7 homes.
La renda mediana per habitatge era de 36.607 $ i la renda mediana per família de 48.906 $. Els homes tenien una renda mediana de 21.911 $ mentre que les dones 24.013 $. La renda per capita de la població era de 19.405 $. Entorn del 5,7% de les famílies i el 12,4% de la població estaven per davall del llindar de pobresa.

## Poblacions més properes
El següent diagrama mostra les poblacions més properes.